# 김기종 (1959년)
김기종(金基宗, 1959년 4월 3일 ~ )은 대한민국의 문화운동단체인 '우리마당'과 만석중놀이보존회 대표이다. 대한민국의 외교사절인 시게이에 도시노리 주한 일본 대사와 마크 리퍼트 주한 미국 대사를 습격했다.

## 생애

### 젊은 시절
김기종은 1959년 전라남도 강진군 군동면 쌍덕리에서 태어나 광주광역시에서 성장했다. 1978년 금호고등학교, 1984년 성균관대학교 법률학과를 졸업하고, 숭실대학교 통일정책대학원에서 《남한사회 통일문화운동》의 과제로 석사논문을 썼다.

### 1980년대 활동
1980년대에 국악모임 ‘한가락’, 극회 ‘벽돌’ 등을 창립하며 문화계에서 활동했다. 그가 소속된 우리마당은 1982년 당시 성균관대 법대 재학 중이던 김기종의 주도로 6개 소모임이 "7천만이 우리되어 전 반도를 마당으로 만들자"는 뜻으로 꾸려졌다. 1983년 10월에 《우리마당》이라는 이름으로 공식 활동을 시작했고 1984년 3월에 서울 서대문구 창천동에 공간을 마련했다. 이후 연극 공연, 국악강좌, 탈춤·풍물교실, 문예심포지엄을 주최하는 등 문화활동을 이어가면서 1984년 서울대학교, 고려대학교 등 5개 대학 총학생회 집행부와 함께 총학생회장 인정 등 14개 요구조건을 내걸고 '민정당사'를 점거하였고,1985년 8월에는 회원 내부 조직을 결성, 미 대사관의 성조기 소각을 시도하는등 시국 사건에 개입하였다.
이에 대해 우리마당은 홈페이지에서 "1986∼1987년 군사정권의 호헌에 맞서 직선제 개헌운동의 중심역할을 수행하며 소위 '6월항쟁'의 참호가 됐다"며 박종철 열사의 49제, 100일제 등을 주관집행했다"고 소개하고 있다.

### 1997년 이후
1997년부터 2007년까지 성공회대학교 교양학부의 외래교수를 지냈으며 97년 서울시민문화단체연석회의, 98년 우리마당 통일문화연구소를 만들었다. 2001년 민주평화통일자문회의 자문위원으로 위촉되었으며 2007년까지 활동하였다.또한 2005년 5월 임기 2년의 대한민국 통일부 통일교육위원으로 위촉되었고, 2007년 4월에 한 차례 연임하여 2009년 4월까지 4년간 활동했으며 2006년부터 2007년까지 《민족화합운동연합》이라는 단체의 일원으로 8회에 걸쳐 조선민주주의인민공화국에 방문했다.
2006년 '우리마당 독도지킴이'를 창립하였고, 이어 그해 5월에는 4주 동안 일본대사관 앞에서 1인 시위를 하면서 독도 수호 관련 성명서를 전달했으며, 한국정신대문제대책협의회와 공동으로 일본정부 사과를 요구하는 성명을 발표했다. 2006년 독도를 지키겠다며 동료 6명과 주소를 독도로 옮겼다.
2006년 여러 시민·사회단체가 주축이 되어 구성한《한미 FTA 저지 범국민운동본부》의 서대문구 운동본부 대표자 회의에도 참석하는 등의 활동을 하였다하였다.특히 2009년 1월 용산참사 진상규명위원회가 주최하는 《용산참사 추모 집회》에 참석해 "80년대부터 여러 철거민 동지, 노동자 동지와 꾸준히 투쟁한 활동가"라고 본인을 소개하면서 "용산참사는 우리 사회가 진정으로 더불어 사는 사회가 되려면 어떻게 해야 할지 훌륭한 교훈을 남겼다"며 "투쟁을 영원토록 하자고 감히 제안한다"는 내용의 자유발언을 했다.
일본의 집단적 자위권 행사와 한미군사훈련 규탄 등의 시위 활동을 하면서 《한미 키 리졸브 연습》에 반대하며 "평양 점령을 상정한 쌍용 훈련을 중단하라"라는 피켓을 들고 시위를 했던 김기종이 소장으로 있는 《우리마당통일문화연구소》는 2010년 천안함 침몰 사건에 대해서 "남북 공동조사를 하자"고 주장했다.
2011년 12월 26일 조선민주주의인민공화국 김정일 국방위원장이 사망하자 김기종은 국가보안법 피해자 모임 회원 일부와 서울 덕수궁 앞 공터에 분향소 설치를 시도하였고, 그것을 저지하려는 보수단체와의 대치 과정에서 10여명으로부터 집단 폭행을 당해 인근 병원으로 이송되었다. 김기종은 블로그 글에서 자신이 2011년 12월 26일 덕수궁, 2011년 12월 30일 사무실, 2012년 2월25일 광화문 네거리에서 세차례에 걸쳐 보수 성향의 단체인 어버이연합으로부터 전치 4주의 폭행을 당했으며 이 사건에 대해 고소하였으나 검찰이 증거 불충분으로 공소권 없음 처분을 내렸다고 주장했다. 그리고 고소장 3장 접수 끝에 약식기소를 통해 벌금형을 받아냈다고 밝혔다. 그 후 김기종은 어버이연합이 입주한 건물 앞에서 폭력집단 어버이연합 해체하라는 피켓을 들고 1인시위를 했다.
2014년 12월 19일 대한민국 헌법재판소에 의해 위헌정당으로 해산된 통합진보당, 법원이 이적단체로 규정한 조국통일범민족연합(범민련) 등과 함께 《전쟁반대 평화실현 국민행동》의 일원으로 활동했다.
2013년 5월 9일 서울시 홈페이지에 한겨레 신문 25주년 행사에 참가 예정인 박원순 서울시장을 상대로 "나는 한겨레 신문 창간을 가장 말 없이 준비했다. 박원순 시장은 한겨레 신문 창간 당시 전혀 다른 일을 하고 있었으며, 군사정권 시대 검사를 한 박 시장은 행사에 참여할 자격이 없다"는 내용의 글을 올렸다.

## 사건

### 우리마당 피습 사건
1988년 8월 17일 새벽4시경, 4명의 괴한이 서울 서대문구 창천동 신촌역 부근 우리마당 사무실을 습격해 자물쇠를 부수고 이 단체 남자 회원을 각목 등으로 집단구타 , 실신시킨 뒤 이들 중 1명이 또 다른 여자회원을 성폭행했다고 알려진 사건이다. 당시 경찰은 "사무실 안에 금품이 없어 도둑이나 강도가 침입할 이유가 없으며 범인들이 지휘자인 듯한 1명의 지시에 따라 일사불란하게 행동했고 4명 모두 머리를 짧게 깎은 단정한 차림이었으며 사무실 안의 서류만을 뒤진 점 등으로 미루어 단순 강도범의 소행으로 보기에는 석연찮은 점이 많다"는 것이 현장 초동 수사의 결론이었지만, 사건발생 직후 단순 강도범들에 의한 우발적인 범행으로 추정, 주변 불량배와 동일수법 전과자 등 우범자들을 상대로 한 수사에만 초점을 맞춘 채 특정 목적의 조직적인 범행 가능성은 초동 수사 단계에서부터 배제했다.
김기종씨는 "이 사건이 8.15 남북학생회담이 끝난 직후 사건이 발생했으며 우리마당이 재야문화단체로는 최초로 통일마당 큰잔치 행사를 개최할 계획을 세운 직후에 일어났다는 점에서 극우세력에 의한 피습일 가능성이 높은데도 경찰은 이 부분에 대한 수사는 하지 않고 있다"고 주장했다. 한편 이 사건과 관련, 자신을 정보사의 중앙경제신문 오홍근 기자 테러 사건을 언론에 제보한 사람이라고 밝힌 한 시민이 9월 27일 서대문경찰서 기자실로 전화를 걸어와 우리마당 피습사건도 특수조직의 치밀한 사전계획에 의해 저질러진 테러였다고 주장해 비상한 관심을 모았다.
당시 경찰은 제보에 나온 인물들의 신원 확인 결과 이들이 가공의 인물일 가능성이 큰 것으로 보고 제보의 신빙성이 떨어지는 것으로 판단했지만, 야당인 평민당 측에선 제보를 토대로 습격사건이 육군정보사 소속 군인의 소행이라는 주장을 하면서 정치문제화하였고, 노무현 전 대통령은 이 사건의 진상조사와 법률지원을 자원하였다.
 결국 야당 국회의원들은 1988년 10월8일 육군 정보사에 대해 사상 첫 국정감사를 벌여 우리마당 피습사건에 대한 정보사 개입여부를 따졌다. 답변에 나선 정보사령관은 "제보자가 우리마당 사건에 개입했다고 주장한 하사관 4명과 장교 1명의 실제 근무여부를 확인한 결과 이름이 유사한 사람은 2명으로 이중 1명은 하사관,1명은 장교였다."고 밝혔다.정보사령관은 그러나 "이들 두명은 모두 계급이 달랐으며, 그런 일과 무관한부서에 근무하고 있다"고 우리마당 사건 개입 소문을 정식으로 부인했다.
2004년에 공개된 정보사 소속 전직 북파공작원의 증언에 따르면 우리마당 사건은 현역 정보사 직원이 아닌, 정보사의 사주를 받은 예비역 북파공작원이 저질렀으며 이 때문에 사건이 미궁속으로 빠지게 됐던 것이라는 주장이 제기됐다.

#### 우리마당 피습 항의 분신
사건이 종결되고 나서 오랜 기간이 지난 2007년에 김기종은 "1988년에 발생한 '우리마당 습격사건'의 진상 규명"을 요구하며 청와대 앞에서 1인 시위를 벌이던 도중 분신을 시도하여, 전신에 심각한 화상을 입었다.

### 한미 군사훈련 반대
김기종은 주한 미국대사에 대한 공격을 하기 전에도 한미 군사 훈련을 반대하는 활동을 해왔다. 그는 2015년 3월 2일 밤 11시47분 자신의 페이스북에 올린 글에서 “오늘부터 시작하는 ‘키리졸브·독수리 훈련’의 문제점은 심각하다”며 “일단 남북 서로가 신년사에서 밝혔던 대화 분위기가 얼어붙었다. 훈련이 끝나는 4월 말까지 대화가 이뤄질 수 없는 분위기”라고 밝혔다. 그는 이번 습격 사건을 저지른 이유를 한미 군사 훈련 때문이라고 주장했다. 그는 2015년 2월 24일 미국대사관 앞에서 “남북 대화 가로막는 전쟁훈련 이제 그만”이라는 손팻말을 들고 시위하는 사진을 게재하기도 했다. 그는 2015년 3월 3일 자신의 블로그에 올린 글에서도 설날 이산가족 상봉이 무산된 이유는 키 리졸브 연습과 독수리 훈련 탓”이라고 주장했다.

### 일본 대사 습격
독도`자국영토 표기에 관하여 항의와 질의를 수십`번 하였으나 답변 하나 없는 일본 대사관의 행정적 불성실과 무시하는 태도에 분노하고 있던 김기종은 2010년 7월 7일 서울 프레스센터에서 열린 특별 강연회에서 시게이에 도시노리(重家俊範) 주한 일본 대사가 "동북아 평화를 위해 한국과 일본이 협력.주도하자"는 내용의 강연을 하자 그 이면의 팩트는 "북을 배제한 일본과 한국의 관계의질을 높혀 남한에 대한 일본의 장악력을 더욱 높히고, 북을 고립시키며 남북공조를 배제한 채 남한을 일본화한 정치경제 권력으로 동북아에 데뷔시키겠다"는 속내가 보이는 발언으로 받아들여져 평소 쌓였던 울분과 분노로 주머니에 간직하고 다니던 동도, 서도를 상징하는 독도 시멘트 모형(지름 약 10cm와 7cm) 2개를 특별강연회 도중 주한 일본 대사에게 던진 혐의 등으로 구속 기소됐다. 이후 법원에서 징역 2년 집행유예 3년형을 선고받았다.
조선민주주의인민공화국은 2010년 8월 24일 대남선전용 웹 사이트 '우리민족끼리'에서 대한민국 정부가 그에게 '부당한 탄압'을 하고 있다고 주장하며 김기종을 극찬했다.
일본 대사 습격과 관련해 김기종은 온라인 카페 ‘우리마당 독도지킴이’에 “테러를 하려했다면 쇠뭉치를 던져야했다”, “빨간약만 바르면 될 상처에 4주 진단을 받을 것은 이해가 가지 않는다”는 글을 남기며 반성의 기미를 보이지 않았다. 또한 "김장훈이 영치금이라도 줬으면 좋았을 것"이라는 글도 남긴 바 있다.

### 공무집행 방해
2015년 1월 30일 서울 서대문구 현대백화점 신촌점 앞에서 열린 그룹 '엑소(EXO)'의 공연 행사에서 팬클럽 회원들과 시비가 붙었다. 김기종은 아이돌 팬클럽이 행사를 위해 붙여 놓은 전단이 마음에 들지 않는다며 소동을 부리다가 행사 점검 차 인근에 있던 서대문구청 공무원과 승강이를 벌이던 중 이들을 폭행하고, 도로로 뛰어들어 운행하던 시내버스를 막아서기도 했다. 결국 서울 서대문경찰서는 김기종을 공무집행방해와 업무방해 혐의로 불구속 입건, 2015년 2월 17일 사건을 서울서부지검으로 송치했다.

### 미국 대사 습격

#### 사건 전개
김기종은 2015년 3월 5일 오전 7시 40분경 세종문화회관 세종홀에서 열린 ‘민족화해협력범국민협의회’(민화협) 주최 조찬 강연회에서 메인 테이블에 앉아 강연을 준비 중이던 마크 리퍼트 주한 미국 대사에게 다가가 25cm길이의(손잡이 포함) 칼로 습격하여 오른쪽 얼굴에 12cm, 왼쪽 손목과 팔 부위 등 총 다섯 군데에 상처를 입혔다. 김기종은 범행 직후 현장에서 제지하는 사람들에게 깔린 채 "유인물을 나눠주십시오. 제가 3월 2일 만든 유인물입니다. 훈련 반대해서 만든 유인물입니다."라면서 유인물 배포를 외쳤다. 유인물에는 '남북 대화 가로막는 전쟁훈련 중단하라! 우리나라에게 전시작전통제권을 환수시켜라!'라는 문구가 굵은 글씨로 적혀 있었다.
범행 동기를 묻는 기자들의 질문에 김기종은 "전쟁훈련 반대합니다", "이산가족이 못 만나는 이유가 전쟁훈련 때문이라 그랬습니다", "전쟁훈련 중단합시다, 키 리졸브…"라고 말했다.김기종은 장윤석 등에 의해 제압된 이후 경찰에서 "2010년 일본 대사를 콘크리트 덩어리로 공격했을 때 별로 위협적이지 않아 과도와 커터 칼을 준비했다"면서 범행을 열흘 전부터 혼자 준비했다고 말했다.
미국 국무부는 김기종 습격 사건 발생 직후 주한미국대사관 등 현지 공관을 통해 사건 경위와 마크 리퍼트 대사의 상태를 파악한 뒤 1시간 30여 분만에 논평을 통해 "우리는 리퍼트 대사가 한국 시각으로 5일 오전, 강연을 하던 도중 피격을 당한 사실을 확인한다"며 "우리는 이 같은 폭력행위를 강력히 규탄한다"고 밝혔다.
민화협은 김대중 정부시절 출범한 통일운동 상설협의체로서 김기종이 대표로 있는 서울시민문화단체연석회의는 창립초기 민화협에 회원단체로 가입하였고 그에 따라 단체에게 초대장이 발송되었으며, 이 단체의 대표인 김기종은 별도의 참석 의사를 통보하지 않은 채 강연장에 온 것이다. 당시 현장 실무진이 회원 단체 대표이자 안면이 있던 김기종을 입장시키고 명찰을 배부했는데, 경찰 관계자가 김 씨의 참석을 문제 삼자 조치를 취하려던 중 사건이 발생하였다.
조선민주주의인민공화국은 신속한 논평을 통해 마크 리퍼트 대사의 피습 사건이 전쟁광 미국에 가해진 응당한 징벌이라고 주장했다. 조선중앙통신은 "남조선 미국 대사 마크 리퍼트가 한 강연회장에서 남조선 시민단체 성원으로부터 징벌을 받았다."며, "전쟁광 미국에 가해진 응당한 징벌"이라고 논평했다. 또한 김기종의 흉기 공격을 "정의의 칼 세례"로 미화하며 김씨를 적극 옹호하였다. 또한 조선민주주의인민공화국은 김기종의 습격을 안중근 의사의 의거로 비유하며 옹호했다.

#### 경찰·검찰의 수사
2015년 3월 6일 경찰은 리퍼트 미국 대사에게 흉기를 휘두른 김기종에 대해 살인미수와 외교사절 폭행, 업무방해 혐의 등 세 가지 혐의로 법원으로부터 구속영장을 받부받아 구속했다. "2011년 김정일 분향소 설치 시도와 그간의 반미 집회, 강연 발언 등을 볼 때 그가 북의 주장에 동조하고 선전할 목적으로 이적표현물을 소지한 걸로 판단된다"고 밝힌 경찰의 김기종 주거지와 사무실에 대한 압수수색으로 압수한 '이적성이 강하게 의심되는' 문건 30점에 대해 외부기관인 대학 소속 연구소 등 7개 기관에 감정을 의뢰한 결과 김정일의 《영화예술론》, 이적 단체 범민련의 《민족의 진로》, 주체사상 학습 자료인 《정치사상 강좌》, 옛 통합진보당 등이 참여한 《전쟁반대 평화실현 국민행동 회의록》 등 13건을 이적 문건으로 분류했으며 수사 과정에서 김기종이 "김일성은 항일운동을 했고 38선 이북을 접수한 뒤 자기 국가를 건설해 현재까지 잘 이끌어오는 걸 봤을 때 20세기 훌륭한 민족 지도자로 생각한다" "(남에는 김일성만큼 훌륭한 사람이) 없다" "우리나라는 반식민지 사회, 북한은 자주적인 정권"이라고 말하고 북의 지령으로 2005년 맥아더 동상 철거 시위를 벌인 이적 단체인 우리민족 연방제통일추진회의 대표인 김수남과 1년간 60여 차례 통화한 사실도 확인하여 국가보안법 혐의 적용을 검토하고 있다. 김수남은 김기종을 면회하러 가서 "김기종은 종북이 아니며 옳은 일을 했다"고 말했다.
3월 14일 오전 경찰로부터 신병을 넘겨받은 서울중앙지검 특별수사팀(팀장 이상호 2차장검사)은 김씨의 범행 동기와 배후 등을 조사를 시작한 가운데 3월 23일 오후에 경찰이 검찰 수사관 참관 하에 김기종과 행사 주최 측인 민족화해협력범국민협의회 관계자와 목격자, 사건 현장에 있었던 경찰관 등 10여명을 불러 이동 동선 등 사건 당시의 구체적인 상황을 검증할 예정이었으나 경찰의 설득에도 불구하고 대사를 공격하는 과정에서 오른쪽 발목 복사뼈가 골절됐고, 왼쪽 팔에 경상을 입는 등 "몸이 불편하다"는 이유로 현장검증을 거부한 채 서울구치소로 되돌아간 김기종을 제외한 가운데 현장검증을 했으며 검찰은 이날 만료되는 김기종의 구속기간을 4월 2일까지 연장했다.
"국보법 위반 혐의의 압수수색영장을 받아 확보한 물품이 아닌데도 바로 증거로 인정될 수 있느냐"는 부분에 대하여 논란이 있는 가운데 "이적물 소지가 국가의 존립·안전이나 자유민주적 기본질서를 위태롭게 한다는 것을 김씨가 충분히 알고도 이를 보관했기 때문에 이적물 소지의 목적성이 인정된다"고 보는 서울중앙지검 공안1부(백재명 부장검사)는 김씨 자택에서 확보한 김정일이 쓴 '영화예술론'을 비롯해 북한 원전 6점 등 총 19점의 서적과 유인물들이 국가보안법 7조5항의 이적표현물 소지 혐의에 대해 따로 압수수색영장을 청구하지 않고 국가보안법 위반 혐의 적용을 검토하였으나 4월 1일 살인미수·외국사절 폭행·업무방해 혐의로 구속기소하면서, "주한 미국 대사가 남북통일을 방해하는 미국을 상징하고 있다"며 리퍼트 대사를 공격하고 "한미 연합군사훈련인 키리졸브를 반대"하는 등 "북한과 유사한 주장을 하고 있는 점이 국가보안법 위반 혐의 적용 근거가 될 수 있다"고 판단하여 일단 기소 후 보강수사를 거쳐 증거물을 확보하여 이적표현물 소지, 이적동조 혐의로 추가 기소하는 방안을 검토하겠다고 밝혔다.

#### 법원의 재판
서울중앙지법 형사합의25부(부장 김동아) 심리로 4월 23일 열린 첫 재판에서 김기종은 “분단 70년을 맞아 이산가족 상봉을 하기로 돼 있었는데, 군사훈련 때문에 갑자기 중단됐다. 내일모레 끝나는데, 자랑을 하려는 것은 아니고 보람차다고까진 할 수 없겠지만 나 때문에 하루 훈련이 중단됨으로써 많은 사람이 다치지 않았다. 그런 부분을 참작해 줬으면 좋겠다”고 말했으며 김기종의 변호인은 외교사절 폭행과 업무방해 혐의에 대해서는 유죄를 인정하면서도 “미국이 한반도에서 하는 훈련에 감정을 갖고 현장에서 즉흥적·충동적 분노에 의해 벌인 것으로 피고인의 표현으론 일종의 퍼포먼스이지 살해 의도는 없었다”라고 말하여 살인미수에 대해 무죄를 주장했으나, 9월 3일 열린 결심공판에서 검찰은 “준비해 간 문구용 칼과 과도 중 살해가 가능한 과도를 범행도구로 선택했고 생명과 직결된 얼굴과 목을 겨냥해 반복적으로 공격했다”며 “한미동맹의 상징인 미국 대사 살해 시도는 다른 어떤 이적동조 행위보다 실질적 위험성이 크고 국가 안전에 미치는 영향이 중대하다”고 하면서 “살인의 의도가 살인미수의 미필적 고의가 인정되고 북한 주장에 동조한 행위가 중대해 중형이 불가피하다”며 징역 15년과 자격정지 5년을 구형하자 김기종은 “살해 의도는 전혀 없었고 국가보안법 위반 혐의도 말이 안 된다”며 살인미수와 국가보안법 위반 혐의를 부인하면서 “과도에 의한 폭행 사실은 인정하고 2010년 일본대사를 공격한 전력이 있어 재범으로서 상당한 벌을 받을 마음의 준비가 돼 있다”고 말하며 외교사절 폭행 혐의를 시인했다.
이에 대하여 재판부는 9월 11일 "한미 연합 훈련 중단 등 김기종의 주장이 북한과 같은 점이 있다고 해도, 그 주장 자체만으로 대한민국의 국가 존립이나 자유 민주주의 질서를 위협한다고 볼 수는 없다"며, 국가보안법에 대하여 무죄로 보고 살인 미수와 외국 사절 폭행, 업무 방해 혐의를 유죄로 인정해 징역 12년형을 선고했지만 당초 15년을 구형했던 검찰은 국가보안법 위반 혐의 무죄 판결과 형량 등에 동의하지 않는다며 항소했다.
서울고등법원 형사5부(부장판사 김상준)는 11월 5일 살인미수 및 국가보안법 위반 혐의로 기소된 김기종에 대한 항소심 첫 공판에서 과거 일본 대사를 향해 벽돌을 던진 혐의로 처벌받았던 사실을 언급하며 "주장을 표현하는 방법을 두 번째 잘못 선택했다"고 지적하면서 이어 "자신의 주장을 표현하는 방법을 적절하게 선택하지 못하는 것이 정서적인 데서 기인한 문제가 아닌지 볼 필요가 있다"며 "허심탄회하게 의사에게 속내를 솔직히 드러내기를 바란다"고 밝히자 피고인인 김기종은 "1980년대 초부터 (시민사회운동) 현장에서 활동했고, 그 성과가 많다 보니 우월감에 빠져 있었다"며 "그러다 보니 일본이나 미국 대사가 특별하게 보이지 않아 벌어진 일이라고 스스로 진단한다"고 말했다. 이날 재판부는 피고인에게 충동 조절 여부에 대하여 문제가 있는지를 알아보기 위하여 직권으로 정신감정을 의뢰하였으나, “지병은 있지만 사물 변별능력에 장애가 없고 정신병력의 상태는 아니라는 결과가 나왔다. 피고인은 오히려 IQ가 높고 판단능력이나 상황파악능력이 보통 사람보다 뛰어난 것으로 나타났다. 앓고 있는 지병에 대한 거론이 있었는데 이 역시 사건에 큰 영향을 주지 않았다"는 감정결과를 서울고등법원 형사5부(부장판사 윤준) 심리로 3월 3일 열린 항소심 2차 공판기일에서 공판절차를 갱신하면서 확인하였고 3월 22일 열린 3회공판에서 검찰은 "이 사건은 고도의 반미투쟁 일환으로 인한 사건이며 충동으로 인한 사건이라 치부해선 안 된다. 김기종의 범행은 국가보안법상 이적동조죄의 구성요건을 모두 충족한다. 1심이 무죄로 판단한 국가보안법 위반 혐의에 대해서도 유죄를 내려달라"며 징역15년을 구형했다.
4월 26일에 열린 항소심 4차 공판에서 재판부는 "구치소에서 난동을 피우는 등 업무방해 혐의로 기소된 김씨에게 원심이 징역 1년6월을 선고한 사건을 병합한다"고 밝히자 피고인의 변호인은 "김기종이 구치소에서 교도관을 폭행한 혐의를 인정하지만 지난 1월 서울 신촌에서 버스기사의 운전을 방해하는 등의 혐의는 부인한다"고 주장했고 검찰은 "1심 양형이 부당하다"고 항소 이유를 설명했으며 재판부가 미군 주둔과 한미합동군사훈련에 대한 질문을 하자 김기종은 "한국의 군사정보가 빠져나갈 수 있는 합동군사훈련은 반대하지만 미군 주둔을 반대하지 않는다"라고 하면서북한의 주체사상 등에 대한 질문에도 "개념을 정확하게 해석하지 못해 애석하게도 뭐라고 말할 수 있는 게 없다"고 답변을 하면서 "강연회에 참석하지 않는다고 들었던 리퍼트 대사가 갑자기 나타났고 경호원도 제대로 없이 손을 흔드는 모습이 꼴불견으로 보여 뿔이 나 사고가 일어나게 됐다"고 말했다.
재판부 2016년 6월 16일에 열린 항소심 선고공판에서 "피고인 주장 일부가 북한 주장과 일치된다고 해서 반국가단체 활동에 동조한 것으로 보는 것은 국가보안법을 확대 적용하는 것"이라며 국가보안법에 대해 1심과 같이 무죄로 판단하였지만 "자신의 주장을 알리기 위해 리퍼트 대사를 범행대상으로 선택해 숨질 수도 있었고, 구치소에서 복역하던 중 교도관을 폭행했다"면서 "피고인이 한미연합 군사훈련 중단을 주장하며 주한 미국 대사를 대상으로 범행했지만, 진지한 반성을 하지 않고 있다"고 지적하며 살인미수, 외국사절 폭행, 업무방해 등 혐의에 대해 유죄로 인정여 징역 12년을 선고하였다. 선고가 끝나자마자 방청객을 향해 "이번 사건은 역사가 심판할 것"이라고 외치다가 끌려나갔다.
대법원 1부(주심 이기택 대법관)는 2016년 9월 28일  살인미수와 외국사절폭행, 업무방해, 국가보안법위반 혐의로 기소된 김씨에게 징역 12년을 선고한 원심을 확정했다.

#### 주변인물 반응
- 2010년 7월 일본대사 콘크리트 투척 사건 때 김기종의 변호를 맡았던 박찬종 변호사는 “그 때에는 완전히 항일민족주의자였다”며 “그 뒤로 5년 동안 반미주의자로 외골수가 돼버린 것 같은데, 왜 그렇게 됐는지 모르겠다”고 말했다.[67]
- 김기종의 대학 후배인 유은혜 새정치민주연합 대변인은 김기종에 대해 "극단적 민족주의자에 가까운 것 같다"고 평가했다. "김씨는 학교 다니면서 많은 문화운동, 독도지킴이 운동 등을 세게 해왔던 분"이라며 "일본대사관에 콘크리트 조각을 던져서 검거된 적도 있고 분신을 하는 등 개인적으로도 돌출행동을 반복하기도 했다"고 전했다. 유 대변인은 "대학 졸업 후 30여년 동안 계속 독도 서명운동 등을 했는데 돌출행동을 반복하다보니 신뢰감을 충분히 주지 못해 활동하는데 어려움도 겪었을 것"이라고 전했다.[68]
- 이웃과 지인들은 김씨가 "평소 주변에서 인정받지 못하고 돌발행동을 일삼았다"고 입을 모았다. 90년대 초부터 전통그림자극인 '만석중놀이' 복원 작업을 함께 했다는 A씨는 김씨에 대해 "몸과 정신이 많이 아프다"며 "특히 정신분열증세가 있는 것 같았다"고 말하면서 김씨가 전통 문화 복원과 독도지키기, 통일 추진 등 뜻 깊은 일에 앞장섰으나 성과가 없어 인정받지 못했다고 전했다. 친한 선후배 사이에서 대놓고 '그만하라'고 만류하는 사람도 있었다고 전해졌다. A씨는 "세상 사람들이 자신 말을 듣지 않으니 극단적인 선택을 한 듯 하다"며 "스스로 독립투사라고 생각했을 것"이라고 덧붙였다.[69]
- 동아일보 송평인 논설위원은 김기종에 대해 "단소 하나 제대로 불지 못하는 실기맹(盲)이었다. 그렇다고 뛰어난 이론가도 아니었다. 말은 감정이 앞서 산만했으며 논리라는 것도 맹목적 ‘우리 것’ 주의에 가까웠다. 그가 남다른 점은 열정이었다. 다만 온갖 우리 것에 대한 관심으로 감당할 수 없는 일을 벌여놓고는 수습은 잘하지 못했다."고 밝혔다.[70]

#### 배후 논란과 정치성향
김기종이 습격을 저지른 장소가 민화협 조찬 강연회란 점을 들어 현 민화협 대표의장이자 친박계 정치인인 홍사덕 전 의원이 배후일 것이라는 추측도 존재한다. 그러나 김기종의 서울시민문화단체연석회의가 민화협에 가입한 시기는 홍사덕 전 의원이 대표의장으로 있던 최근이 아니라 민화협 창립 초기이고, 민화협은 그에 따라 가입단체에 자동으로 초대장을 발송한 것이다. 게다가 민화협은 보수성향의 단체도 아니며 김대중정부시절 출범한 통일운동 상설협의체로서 정당, 진보, 보수, 시민단체 등 정치적 성향의 구분없이 총181개 단체를 망라한 범국민협의회이다.정부의 지원금으로 운영되며정권에 따라 대표의장도 바뀌어 왔다. 이렇듯 다양한 단체로 구성된 협의회의 대표의장이 홍사덕 전 의원인 것이고, 그가 대표의장이기 때문에 구성원이 저지른 범죄의 배후라는 논리는 현재 박근혜 정부에 세금을 납부하고 있는 다양한 시민들 가운데 일어나는 범죄행위의 배후가 박근혜 대통령이라고 하는 것과 같다. 따라서 습격의 배후가 홍사덕이라는 일부 추측은 개연성이 없다.
그는 블로그에서 수차례 이명박, 박근혜 정부의 대북정책을 비판하고 있다. 김기종은 자신의 개인 블로그에 '소식 칼럼'이라는 글을 쓰면서 자신의 정치적 성향을 드러냈다. 이는 보수단체로부터 종북으로 의심받을 수 있는 내용을 담고 있다.
"결국 채택까지는 수많은 난관 가로막으며 버티고 있었지만 6.15 선언이라는 열매로 남북은 새로운 국면을 열어줍니다. 이제 남북 오고가는 과정에서 통일의 꿈이 펼쳐졌습니다. 그런데 엉뚱하게도 5.24 조치라는 괴물이 불쑥 등장하면서 여러 상황들을,다시금 중단의 상태로 되돌려 놓고 맙니다. 따라서 현 정권의 선거 공약부터 되새길 필요가 있습니다.나름대로 평화신뢰이면 충분했는데, 프로세스란 외래말도 복합됨이 의아했던 결과가 정책집행에 그대로 반영됩니다."

"그런데 현 정권의 정책 한반도 신뢰프로세스입니다.과연 평화와 신뢰,단어에서의 차이점은 무엇일까요? 유엔에서 27일 우리 외교를 담당하는 윤병세 장관이 북한에서 경제개발과 핵무기 개발 병행하는 노선을 포기한다면 남한에서 도와줄 용의가 있다고 떠드니-전임정권, 이명박 당시 비핵개방삼천과 똑같습니다. 따라서 과연 어느때 장관인지 이해되지를 않습니다."

 "우리민족끼리 서로 힘을 합쳐 자주적으로 해결하기로 하며 통일 원칙을 확인했던 615공동선언 기념일 1달 남았습니다.(중략) 넓은 바다 피해,좁은 우리 반도를 감싸며 훈련하는 의도는 무엇이며 어떻게 판단해야할지 안타깝고 어처구니없습니다. 북을 자극, 핵무기 실험 명분 안겨주었던 군사훈련 강행으로 가장 많은 이익을 얻은 국가와 손해를 본 국가는 어디일까요?"

" 천안함 진실, 남북 공동조사로 밝히면 된다. 평화통일 위해 남북 경협의 열매 맺으려던 노력들에 분단의 비애 천안함 사건이 또다시 확인되었습니다.이 사건을 빌미로 정부가 취한 524조치 결과입니다.즉 북측에 비해 4배 넘는 경제 손실 검증되었습니다.(중략)천안함 46명 사망 원인, 남북공동조사로 규명하자는 바램을 멀리하고, 아직까지 일방적 주장만 한 탓이-"

"그렇다면 북녘으로 삐라살포하는 주체가 과연 누구일까요? 일단 언론에 보도된 것처럼, 탈북 동포라고 인정해 봅시다. 그들은 북녘에서 추방된 것이 아니라 떠나온 사람들입니다. 진정 보다나은 삶을 추구한다면 자신들이 거주하는 곳에서 고민하면서 실천하여 보다 알찬 사회를 만들었어야 됩니다."

한편, 박대출 새누리당 대변인은 2015년 3월 8일 논평에서 "야당 국회의원들과 어깨를 나란히 하고 기자회견을 한 일도 여러 차례인 김기종이 어엿한 시민운동가로 행세한 데는 야당 의원들과의 교류가 한몫 했다"면서 "김씨는 국회 마이크를 잡고 반체제 주장을 펼치는, 일반인은 상상도 할 수 없는 특혜를 받았다"라는 내용으로 비판하였고 다음날 새누리당 서청원 최고위원은 최고위원회의에서 "종북세력에 대한 관리를사법당국이 철저히 해야 하고, 강력한 대책이 나와야 한다"면서 "어느 정치권이 뭐라고 하든 이번에 배후를 철저히 가려내 이런 세력이 이 땅에 더 존재하지 않는 그런 단호한 대처가 있어야 한다"고 목소리를 높였으며, 새누리당 초·재선 의원들의 모임인 '아침소리'에서도 야당을 겨냥한 공격적 발언이 잇따르자 새정치민주연합은 "새누리당이 제1야당을 종북숙주라고 몰아붙이고, 김무성 대표는 정치쟁점화에 골몰하는 모습을 보이는 것 같다"면서 "야당을 종북숙주라고 논평한 것에 대해 공식적인 사과를 요청한다"라고 했다.

#### 논란
- 김기종은 2001년부터 3년간, 2005년부터 2년간 총 5년에 걸쳐 민주평화통일자문회의 자문위원으로 활동했다. 그런데 민주평화통일자문회의는 대통령이 의장으로 있고 위촉장을 주는 헌법기관으로서 자문위원이 되려면 정당이나 국회의원등의 추천을 받고 신원조회를 통과해야 한다. 민주평화통일자문회의 관계자는 당시 자료가 다 파기돼 누가 김기종을 추천했는지 확인하기 어렵다는 입장을 밝혔다. 또한 김기종은 2005년부터 국민을 상대로 통일교육을 하는 임기2년의 통일부 교육위원으로 연이어 위촉되었다. 당시 통일교육원 서울협의회에서 김기종을 추천하자 통일부는 별다른 심사없이 그대로 임명했다. 김씨가 6차례 방북한 시기도 통일부 교육위원으로 활동하던 시기였다.[83]
- 하태경 새누리당 의원이 김기종의 변호사에 대해 김기종보다 더 한 종북, 민변 변호사라며 비판하자[84] 민주사회를 위한 변호사 모임 측은“김씨의 변호인인 황상현 변호사는 민변 회원인 적이 없다”고 하면서 “변호사 윤리장전에는 ‘변호사는 의뢰인이나 사건의 내용이 사회 일반으로부터 비난을 받는다는 이유만으로 수임을 거절해서는 안 된다’고 규정하고 있다”고 밝히며 “하 의원이 말하는 종북논쟁은 비판과 토론을 말살하고 마녀사냥식 편 가르기를 통해 정치적·사상적 줄세우기를 강요한다”며 “하 의원의 최근 언론 등 발언에 대해 별도로 법적 책임을 물을 것”이라고 강조했다.[85]
- 김두연 서울지방경찰청 보안2과장은 브리핑에서 “김씨 체포 후 방북 행적 및 반미 집회를 열거나 종북 활동을 한 것이 확인돼, 이적표현물 등이 있을 것으로 판단하고 영장에 표기하려 했다”며 “검찰에서 압수수색 후 검토하자고 해 누락된 것”이라고 밝혔지만 경찰이 압수수색 영장에 기재돼 있지 않은 혐의로 증거품을 확보한 뒤 사후에 국가보안법 위반 혐의를 적용하기로 해 편법 수사 논란이 있다.[86][87]
- 서울시립 남서울생활미술관에서 열린‘SeMA 예술가 길드 아트페어’에서 홍성담 작가의 전시작품인 리퍼트 대사 습격 묘사 '김기종의 칼질'과 관련하여 테러를 옹호한 것 아니냐는 논란이 있다.[88][89]

### 교도관 폭행
- 5월19일 새로운 환자복을 달라는 자신의 요구에 바로 대답해주지 않았다는 이유로 교도관, 의무관을 폭행하고[90] 5월 20일 "발목 치료를 위해 경찰병원에 보내달라"고 요구했으나 구치소 측에서 자체 치료가 가능하다며 받아주지 않자 "내가 누군지 아느냐, 나는 살인미수자다, 가만히 안 두겠다"고 말하는 등 욕설을 하며 의무관과 교도관을 잇따라 폭행한 혐의를 받아 공무집행방해 추가 입건되었다.[91] 11월 23일 서울중앙지법 형사17단독 박사랑 판사 심리로 열린 업무방해 및 공무집행방해 혐의 1차 공판에서 김기종은 "화상 등 부상을 입어 팔을 제대로 쓸 수 없다"며 "거동이 불편해 교도관 등을 폭행할 수 없다"고 말했고 김기종의 변호인은 "당시 김씨는 공무원으로부터 신분증을 제대로 보지 못 했다"며 "이로인해 상대방이 공무원인지 몰랐다"며 공무집행 방해 혐의를 부인했다. 이에 검찰은 "목격자 등을 증인으로 신청하겠다"며 혐의를 입증할 계획을 밝혔다.[92]

이 사건은 지난 1월 서울 서대문구에서 횡단보도 앞에 무분별하게 전단지를 붙여 놓은 것을 발견하고 시내버스의 유리창을 손으로 치는 등 통행을 방해하고 공무원들이 제대로 관리를 하지 않는다는 이유로 공무원을 폭행한 사건과 병합하여 심리한 서울중앙지법 형사17단독 박사랑 판사는 3월 23일 업무방해 및 공무집행방해 혐의에 대해 "진지한 반성보다는 범행을 부인하면서 자기 행동의 정당성만 강조하고 있다. 구치소 복역 중에 저지른 공무집행방해 등은 그 위법성에 비춰볼 때 죄책이 가볍지 않다"며 징역 1년6월을 선고했다.
이 사건은 4월 26일에 열린 주한 미국대사에 대한 살인미수 항소심 4차 공판에서 병합되었다.

## 학력
- 1972년 광주수창국민학교 졸업
- 1975년 전남중학교 졸업
- 1978년 금호고등학교 졸업
- 1984년 성균관대학교 법률학 학사
- 1995년 숭실대학교 통일정책대학원 석사

## 경력
- 1984년 : 우리마당 설립[94]
- 1988년 9월 ~ : 우리마당통일문화연구소 소장
- 1995년 3월 ~ : 만석중놀이보존회 대표
- 1997년 : 서울시민문화단체연석회의 설립, 의장[95]
- 1997년 ~ 2007년 성공회대학교 교양학부 외래 교수[96]
- 1998년 : 우리마당 통일문화연구소
- 2001년 7월 ~ 2003년 6월 : 민주평화통일자문회의 자문위원[97]
- 2005년 5월 ~ 2007년 5월 : 통일부 통일교육위원
- 2005년 7월 ~ 2007년 6월 : 민주평화통일자문회의 자문위원
- 2006년 4월 : 우리마당독도지킴이 대장
- 2006년 11월 ~ 2007년 4월 : 정부 승인을 받고 모두 8차례 방북
- 2007년 5월 ~ 2009년 4월 : 통일부 통일교육위원

## 저서
- 2009년 : 《독도와 우리 그리고 2010년》ISBN 978-89-965871-9-4
- 2010년 : 《만석중놀이》ISBN 978-89-965871-1-8

## 같이 보기
- 종북주의
- 좌파 민족주의
- 좌파 파시즘